# Glossophaga soricina
Glossophaga soricina је врста слепог миша из породице љиљака-вампира (Phyllostomidae).

## Распрострањење
Ареал врсте Glossophaga soricina обухвата већи број држава.
Врста је присутна у Бразилу, Аргентини, Мексику, Венецуели, Перуу, Боливији, Парагвају, Јамајци, Гренади, Колумбији, Панами, Никарагви, Костарици, Хондурасу, Салвадору, Белизеу, Гвајани, Суринаму, Тринидаду и Тобагу и Француској Гвајани.

## Станиште
Станиште врсте су шуме, пећине, куће.

## Начин живота
Животиња се храни нектаром.

## Угроженост
Ова врста није угрожена, и наведена је као последња брига јер има широко распрострањење.